# بين تايلور (لاعب كرة قاعدة)
بين تايلور (بالإنجليزية: Ben Taylor)‏ هو لاعب كرة قاعدة أمريكي، ولد في 1 يوليو 1888 في أندرسون في الولايات المتحدة، وتوفي في 24 يناير 1953 في بالتيمور في الولايات المتحدة.

## روابط خارجية
- بين تايلور على موقعبيزبول رفرنس.كوم (الدوري الرئيسي) (الإنجليزية)
- بين تايلور على موقعبيزبول رفرنس.كوم (الدوري الثانوي) (الإنجليزية)
- بين تايلور على موقع قاعة مشاهير كرة القاعدة (الإنجليزية)